# Navio de perfuração

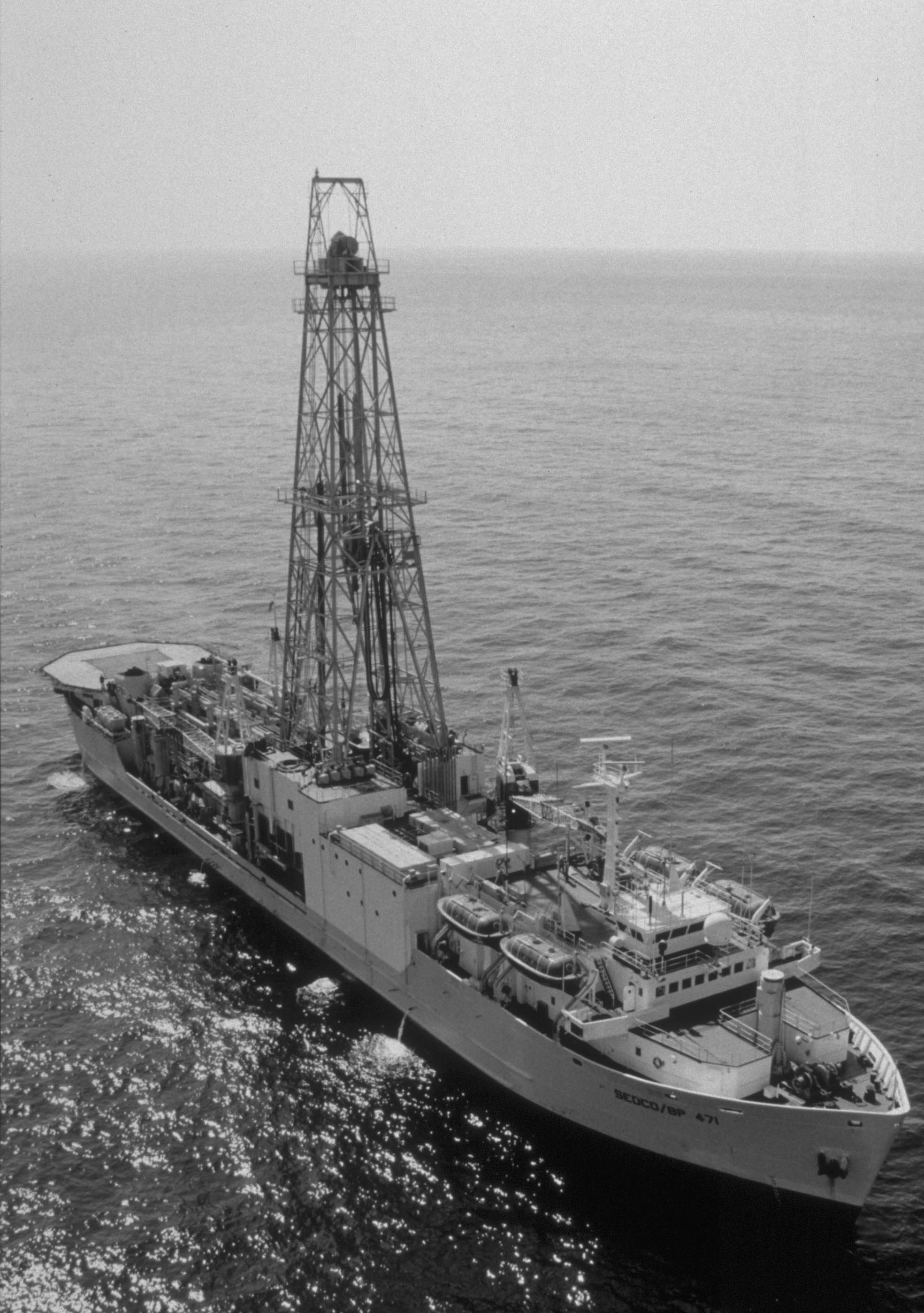

Navio-sonda (em inglês Drillship) é um navio mercante projetado para uso em perfuração exploratória offshore de novos poços de óleo e gás ou para fins de perfuração científica. Nos últimos anos, as embarcações têm sido utilizadas em águas profundas e ultraprofundas, equipadas com os mais recentes e avançados sistemas de posicionamento dinâmico.

## História
O primeiro navio-sonda foi o CUSS I, projetado por Robert F. Bauer da Global Marine em 1955. O CUSS I perfurou em águas com 400 pés de profundidade em 1957. Robert F. Bauer tornou-se o primeiro presidente da Global Marine em 1958.
Em 1961, a Global Marine iniciou uma nova era de navios-sonda. Encomendaram diversos návios-sonda autopropulsionados, cada um com capacidade de alcançar poços em 20.000 pés de linha reta em águas profundas de 600 pés. O primeiro foi nomeado CUSS (Glomar) II, uma embarcação de 5.500 toneladas de porte bruto, custando cerca de 4,5 milhões de dólares. Construído pelo estaleiro da Costa do Golfo, a embarcação tinha quase o dobro do tamanho do CUSS I e tornou-se o primeiro navio-sonda do mundo construído com uma nova fabricação, zarpando em 1962.
Em 1962, The Offshore Company foi nomeada para criar um modelo de navio-sonda maior do que o da classe Glomar. Esse novo navio-sonda apresentaria o primeiro arranjo de ancoragem baseado num sistema de torre única. A embarcação foi nomeada Discoverer I. O Discoverer I não possuía motores de propulsão principais, o que significa que precisava ser rebocado para o local de perfuração.

## Aplicação
Um navio-sonda pode ser usado como uma plataforma para realizar manutenção de poços ou completar obras, tais como instalação de revestimento e tubulação, instalação de "arvore de natal molhada" e selagem de poços. Navios-sonda são frequentemente construídos de acordo com as especificações do projeto estabelecidas pela empresa de produção de petróleo e/ou investidores.
Do primeiro navio-sonda CUSS I até o Deepwater Asgard, o tamanho da frota vem crescendo desde de então. Em 2013, a frota mundial de navios-sonda ultrapassou a marca de 80 navios, mais que o dobro de seu tamanho em 2009. Os navios-sonda não estão crescendo só em tamanho mas também em capacidade, com novas tecnologias auxiliando operações desde pesquisas acadêmicas até embarcações de perfuração da classe quebra-gelo. A decisão do presidente dos Estados Unidos, Barack Obama, no final de março de 2010, para expandir a perfuração exploratória nacional parecia propícia a aumentar o desenvolvimento da tecnologia de perfuração.

## Design
Navios-sonda são apenas uma forma de realizar vários tipos de perfuração. A função também pode ser realizada por barcaças ou plataformas Semissubmersíveis e autoeleváveis.
Navios-sonda têm a habilidade funcional de plataformas de perfuração semissubmersíveis e também possui algumas características específicas que os separam de todos os outros, primeiramente sendo projetado em forma de navio. Um navio-sonda possui maior mobilidade e pode mover-se rapidamente sob propulsão própria de um local de perfuração até outro, em contraste com as plataformas e barcaças semissubmersíveis e autoeleváveis. Navios-sonda têm a capacidade de poupar tempo navegando entre os campos petrolíferos de todo o mundo. Um navio-sonda leva 20 dias para viajar do Golfo do México até a costa angolana, enquanto uma unidade de perfuração semissubmersível deve ser rebocada e leva 70 dias. Os custos de construção de navios-sonda são muito mais elevados que os de semissubmersíveis. Embora a mobilidade saia a um preço elevado, o armador de um navio-sonda pode cobrar taxas diárias mais elevadas, além de possuir o benefício de um baixo tempo de ociosidade entre operações.
A tabela abaixo retrata a forma como a indústria classifica os locais de perfuração em diferentes safras, dependendo da sua idade e profundidade.
| Navio-sonda    | Data de inauguração | Profundidade da água (pés) |
| -------------- | ------------------- | -------------------------- |
| CUSS I         | 1961                | 350                        |
| Discoverer 534 | 1975                | 7.000                      |
| Enterprise     | 1999                | 10.000                     |
| Inspiration    | 2009                | 12.000                     |

As operações de perfuração são muito detalhadas e abrangentes. Uma maneira simples de entender o que um navio-sonda faz para perfurar, é que uma linha de exportação é baixada do navio-sonda até o leito do mar, com uma arvore de natal molhada (ANM) no fundo que se liga à cabeça do poço. A ANM é usada para separar rapidamente a linha de exportação da cabeça do poço em ocasiões de emergência ou de necessidade. Embaixo da torre de perfuração encontra-se uma moonpool, uma abertura através do casco coberta pelo chão da plataforma. Alguns navios-sonda modernos possuem torres de perfuração maiores que permitem operações de atividade dupla, por exemplo, perfuração e manutenção de revestimento simultaneamente.

## Tipos
Existem diferentes tipos de unidades de perfuração offshore, como a plataforma de petróleo, a autoelevatória, a de perfuração submersível, a semissubmersível e, é claro, navios-sonda. Todos os navios-sonda têm o que é chamado de moon pool. A moon pool é uma abertura na base do casco e, dependendo da operação em que a embarcação está realizando, podem passar por ela equipamentos de perfuração, pequenas embarcações submersíveis e mergulhadores. Já que o navio-sonda é também um navio, pode facilmente deslocar-se para qualquer destino desejado. Devido a sua mobilidade, navios-sonda não são tão estáveis em comparação com as plataformas semissubmensíveis. Para manter a sua posição, navios-sondas podem utilizar ancoras ou usar o posicionamento dinâmico, um sistema controlado por computadores a bordo do navio.

### Chikyū
Um dos navios-sonda mais conhecidos do mundo é a embarcação de perfuração marítima do Japão Chikyū, que na verdade é uma embarcação de pesquisa. O Chikyū tem a habilidade surpreendente de perfurar a profundidade de 7 quilômetros (23.000 pés) abaixo do leito marinho, superando em duas a quatro vezes o de qualquer outro navio-sonda.

### Dhirubhai Deepwater KG1
Em 2011, o navio de perfuração da Transocean Dhirubhai Deepwater KG1 estabeleceu o recorde mundial de profundidade de água em 10.194 pés (3.107 metros) enquanto trabalhava para Reliance - LWD e perfuração direcional feita pela Sperry Drilling na India.

## Operadores de navio-sonda
- Diamond Offshore Drilling
- International Ocean Discovery Program
- Noble Corporation
- Seadrill
- Transocean
- Türkiye Petrolleri Anonim Ortaklığı (TPAO)
- Valaris plc